# Revermont
Revermont bezeichnet ein Naturschutzgebiet im Osten Frankreichs sowie ein gleichnamiges ehemaliges Fürstentum.

## Der Naturpark
Der Revermont ist ein Naturschutzgebiet im Süden des Jura und erstreckt sich von Lons-le-Saunier im Norden bis zum Fluss Ain im Süden. Der Landstrich ist dünn besiedelt, hauptsächliche wirtschaftliche Aktivität ist der Weinbau. Orte im Revermont sind: TVal-Revermont, Jasseron, Ceyzériat, Gigny und Saint-Martin-du-Mont.

## Das Fürstentum
Das ehemalige Fürstentum entspricht in seiner Ausdehnung weitgehend dem Naturschutzgebiet. Seit dem 11. Jahrhundert war es souverän und im Besitz der Familie Coligny.